# Hvataljke
Hvataljke (od glagola hvatati) — sprave (alat) za hvatanje pojedinih predmeta. Mogu biti raznih oblika u skladu sa funkcijom. Podeljene su na tri klase:
1. Hvataljke čiji se krakovi završavaju cirkularnim delom, a služe najčešće za uzimanje uglja za roštilj ili za hranu na roštilju.
2. Hvataljke koje se sastoje od običnog savijenog metala, a koriste se najčešće za kocke šećera i sl.
3. Kovačke hvataljke za hvatanje vrelih predmeta.

Postoje i hvataljke koje rade na principu makaza. Izrađuju se najčešće od metala, ali mogu biti i od plastike. Postoje i hvataljke od specijalnih materijala kojima se uzimaju predmeti iz kiselina ili drugih opasnih tečnosti.